# Medalha do Serviço Amazônico
A Medalha do Serviço Amazônico é uma condecoração honorífica brasileira.
Foi criada pelo Decreto n° 93.209, de 3 de setembro de 1986. Destina-se a premiar os militares do Exército que, por dedicação, abnegação e capacidade profissional estejam prestando ou tenham prestado relevantes serviços em organizações militares do Exército situadas na área Amazônica.
A Medalha do Serviço Amazônico tem diferentes apresentações, variando com o tempo de serviço computável do militar agraciado. As variações são as seguintes:
O passador e a barreta serão:
- de bronze com urna castanheira, para os que tenham completado o tempo mínimo requerido na comissão ou movimentação para a qual foram designados. Será também conferida a medalha com passador e barreta de bronze àqueles que, sendo movimentados para fora da área, por necessidade do serviço, antes deste prazo, tenham prestado serviços considerados relevantes;
- de prata com duas castanheiras, para os que tenham completado cinco anos ininterruptos, ou não;
- de ouro com três castanheiras, para os que tenham completado dez anos ininterruptos, ou não.